# جون رود
جون رود (بالإنجليزية: John Rohde)‏ هو لاعب كرة قدم أمريكية أمريكي، ولد في 10 فبراير 1927 في سان خوسيه في الولايات المتحدة، وتوفي في 12 يوليو 2001.